# De Boei
De Boei is de naam van 's lands gevangenis te Makassar in de provincie Zuid-Celebes (Sulawesi Selatan) op het eiland Celebes. Deze gevangenis lag in het oude centrum van Makassar aan het Hooge Pad en deed in de periode van begin maart tot 3 april 1942 dienst als krijgsgevangenenkamp voor soldaten die bij Pangkadjene begin maart 1942 gevangen waren genomen, drenkelingen van De Ruyter (310 man), Java (40 man), Exeter, Perth naar aanleiding van de Slag in de Javazee en van vluchtelingen die vanuit Tjilatjap aan de zuidkust van Java trachtten Australië te bereiken.
De omstandigheden in de gevangenis waren slecht. Zo werden er per cel zeker 50 man gehuisvest, was de voeding slecht, was de hygiënische toestand uitermate slecht met als gevolg dat er veel zieken waren die weer naar het hospitaalschip Hr. Ms. Op ten Noort werden gebracht. Dit schip was al eerder door de Japanners aan de ketting in de haven van Makassar gelegd.
Vanuit de gevangenis werden de circa 1.200 krijgsgevangenen vanaf 3 maart 1942 groepsgewijs overgebracht naar het Infanteriekampement van het KNIL. Dit kampement lag in het zuiden van Makassar en was nadien tot juni 1944 het centrale krijgsgevangenenkamp op Celebes. 
In deze gevangenis werden in juli 1943 nog ongeveer 100 mannen uit het evacuatiekamp Pekato opgesloten. Dit waren ex-KNIL-militairen aan wie in maart 1942 nog toestemming was gegeven om zich bij hun gezin te voegen.